# أدريان فارمر
أدريان فارمر (بالإنجليزية: Adrian Farmer)‏ هو لاعب كرة قدم أسترالية وجراح أسترالي، ولد في 14 مارس 1895 في ملبورن في أستراليا، وتوفي في 5 أغسطس 1964 في Peppermint Grove, Western Australia ‏ في أستراليا.

## وصلات خارجية
- أدريان فارمر على موقع AustralianFootball.com (الإنجليزية)
- أدريان فارمر على موقع AFLtables.com (الإنجليزية)